# Dichaetomyia quadripunctata
Dichaetomyia quadripunctata är en tvåvingeart som först beskrevs av Carl Ludwig Doleschall 1858.  Dichaetomyia quadripunctata ingår i släktet Dichaetomyia och familjen husflugor. Inga underarter finns listade i Catalogue of Life.